# Lloyd Langlois
Lloyd Langlois (ur. 11 listopada 1962 w Sherbrooke) – kanadyjski narciarz, specjalista narciarstwa dowolnego. Zdobył brązowy medal w skokach akrobatycznych na igrzyskach olimpijskich w Lillehammer. Brał także udział w igrzyskach w Calgary, gdzie zajął trzecie miejsce, jednak skoki akrobatyczne były tam jedynie dyscypliną pokazową. Zdobył także złote medale w skokach akrobatycznych na mistrzostwach świata w Tignes i mistrzostwach w Oberjoch. Najlepsze wyniki w Pucharze Świata osiągnął w sezonie 1992/1993, kiedy to zajął 5. miejsce w klasyfikacji generalnej, a w klasyfikacji skoków akrobatycznych był pierwszy. Małą kryształową kulę w klasyfikacji skoków akrobatycznych zdobył także w sezonie 1984/1985.
W 1997 r. zakończył karierę.

## Osiągnięcia

### Igrzyska olimpijskie
| Miejsce | Dzień     | Rok  | Miejscowość | Konkurencja        | Zwycięzca            |
| ------- | --------- | ---- | ----------- | ------------------ | -------------------- |
| 3.      | 24 lutego | 1994 | Lillehammer | Skoki akrobatyczne | Andreas Schönbächler |

### Mistrzostwa świata
| Miejsce | Dzień     | Rok  | Miejscowość | Konkurencja        | Zwycięzca         |
| ------- | --------- | ---- | ----------- | ------------------ | ----------------- |
| 1.      | 4 lutego  | 1986 | Tignes      | Skoki akrobatyczne | -                 |
| 1.      | 5 marca   | 1989 | Oberjoch    | Skoki akrobatyczne | -                 |
| 4.      | 17 lutego | 1991 | Lake Placid | Skoki akrobatyczne | Philippe LaRoche  |
| 10.     | 14 marca  | 1993 | Altenmarkt  | Skoki akrobatyczne | Philippe LaRoche  |
| 13.     | 19 lutego | 1995 | La Clusaz   | Skoki akrobatyczne | Trace Worthington |
| 27.     | 9 lutego  | 1997 | Iizuna      | Skoki akrobatyczne | Nicolas Fontaine  |

#### Miejsca w klasyfikacji generalnej
- sezon 1982/1983: 48.
- sezon 1983/1984: 19.
- sezon 1984/1985: 9.
- sezon 1985/1986: 12.
- sezon 1986/1987: 9.
- sezon 1987/1988: 16.
- sezon 1988/1989: 47.
- sezon 1990/1991: 44.
- sezon 1992/1993: 5.
- sezon 1993/1994: 12.
- sezon 1994/1995: 23.
- sezon 1995/1996: 15.
- sezon 1996/1997: 25.

#### Miejsca na podium
1. Gostling – 27 lutego 1984 (Skoki akrobatyczne) – 2. miejsce
2. Campitello Matese – 12 marca 1984 (Skoki akrobatyczne) – 2. miejsce
3. Sälen – 22 marca 1984 (Skoki akrobatyczne) – 3. miejsce
4. Tignes – 29 marca 1984 (Skoki akrobatyczne) – 2. miejsce
5. Mont Gabriel – 13 stycznia 1985 (Skoki akrobatyczne) – 1. miejsce
6. Lake Placid – 20 stycznia 1985 (Skoki akrobatyczne) – 2. miejsce
7. Lake Placid – 21 stycznia 1985 (Skoki akrobatyczne) – 1. miejsce
8. Lake Placid – 21 stycznia 1985 (Skoki akrobatyczne) – 1. miejsce
9. La Sauze – 2 lutego 1985 (Skoki akrobatyczne) – 2. miejsce
10. Kranjska Gora – 21 lutego 1985 (Skoki akrobatyczne) – 1. miejsce
11. Oberjoch – 3 marca 1985 (Skoki akrobatyczne) – 1. miejsce
12. Sälen – 23 marca 1985 (Skoki akrobatyczne) – 1. miejsce
13. Tignes – 13 grudnia 1985 (Skoki akrobatyczne) – 1. miejsce
14. Lake Placid – 18 stycznia 1986 (Skoki akrobatyczne) – 1. miejsce
15. Lake Placid – 19 stycznia 1986 (Skoki akrobatyczne) – 1. miejsce
16. Mariazell – 15 lutego 1986 (Skoki akrobatyczne) – 3. miejsce
17. Oberjoch – 2 marca 1986 (Skoki akrobatyczne) – 1. miejsce
18. Voss – 9 marca 1986 (Skoki akrobatyczne) – 2. miejsce
19. Tignes – 11 grudnia 1986 (Skoki akrobatyczne) – 2. miejsce
20. Mont Gabriel – 11 stycznia 1987 (Skoki akrobatyczne) – 1. miejsce
21. Lake Placid – 17 stycznia 1987 (Skoki akrobatyczne) – 2. miejsce
22. Breckenridge – 24 stycznia 1987 (Skoki akrobatyczne) – 1. miejsce
23. Mariazell – 22 lutego 1987 (Skoki akrobatyczne) – 2. miejsce
24. Voss – 1 marca 1987 (Skoki akrobatyczne) – 1. miejsce
25. Oberjoch – 8 marca 1987 (Skoki akrobatyczne) – 2. miejsce
26. La Clusaz – 27 marca 1987 (Skoki akrobatyczne) – 2. miejsce
27. Tignes – 13 grudnia 1987 (Skoki akrobatyczne) – 1. miejsce
28. Breckenridge – 24 stycznia 1988 (Skoki akrobatyczne) – 3. miejsce
29. Inawashiro – 31 stycznia 1988 (Skoki akrobatyczne) – 1. miejsce
30. Oberjoch – 6 marca 1988 (Skoki akrobatyczne) – 2. miejsce
31. La Clusaz – 12 marca 1988 (Skoki akrobatyczne) – 2. miejsce
32. Hasliberg – 20 marca 1988 (Skoki akrobatyczne) – 2. miejsce
33. Lake Placid – 15 stycznia 1989 (Skoki akrobatyczne) – 2. miejsce
34. Calgary – 21 stycznia 1989 (Skoki akrobatyczne) – 3. miejsce
35. La Plagne – 1 grudnia 1990 (Skoki akrobatyczne) – 2. miejsce
36. Tignes – 12 grudnia 1990 (Skoki akrobatyczne) – 1. miejsce
37. Whistler Blackcomb – 13 stycznia 1991 (Skoki akrobatyczne) – 1. miejsce
38. Mont Gabriel – 3 lutego 1991 (Skoki akrobatyczne) – 2. miejsce
39. Tignes – 11 grudnia 1992 (Skoki akrobatyczne) – 2. miejsce
40. Piancavallo – 18 grudnia 1992 (Skoki akrobatyczne) – 2. miejsce
41. Breckenridge – 17 stycznia 1993 (Skoki akrobatyczne) – 3. miejsce
42. Lake Placid – 23 stycznia 1993 (Skoki akrobatyczne) – 1. miejsce
43. Le Relais – 31 stycznia 1993 (Skoki akrobatyczne) – 3. miejsce
44. Lillehammer – 28 marca 1993 (Skoki akrobatyczne) – 2. miejsce
45. Breckenridge – 16 stycznia 1994 (Skoki akrobatyczne) – 2. miejsce
46. Lake Placid – 22 stycznia 1994 (Skoki akrobatyczne) – 2. miejsce
47. La Clusaz – 4 lutego 1994 (Skoki akrobatyczne) – 1. miejsce
48. Hasliberg – 13 marca 1994 (Skoki akrobatyczne) – 2. miejsce
49. Tignes – 17 grudnia 1994 (Skoki akrobatyczne) – 1. miejsce
50. Le Relais – 22 stycznia 1995 (Skoki akrobatyczne) – 3. miejsce
51. Kirchberg in Tirol – 24 lutego 1995 (Skoki akrobatyczne) – 3. miejsce
52. Piancavallo – 20 grudnia 1995 (Skoki akrobatyczne) – 3. miejsce
53. Lake Placid – 5 stycznia 1996 (Skoki akrobatyczne) – 2. miejsce
54. Kirchberg in Tirol – 3 lutego 1996 (Skoki akrobatyczne) – 3. miejsce
55. Mont Tremblant – 8 stycznia 1997 (Skoki akrobatyczne) – 2. miejsce
56. Lake Placid – 11 stycznia 1997 (Skoki akrobatyczne) – 1. miejsce
57. Whistler Blackcomb – 19 stycznia 1997 (Skoki akrobatyczne) – 2. miejsce

- W sumie 21 zwycięstw, 26 drugich i 10 trzecich miejsc.